# Diocesi di Lebedo
La diocesi di Lebedo (in latino: Dioecesis Lebediensis) è una sede soppressa del patriarcato di Costantinopoli e una sede titolare della Chiesa cattolica.

## Storia
Lebedo è un'antica sede episcopale della provincia romana di Asia nella diocesi civile omonima. Faceva parte del patriarcato di Costantinopoli ed era suffraganea dell'arcidiocesi di Efeso.
La località corrisponde alla moderna penisola di Kisik fra le spiagge di Guemuelder e di Uerkmez, nelle vicinanze della città turca di Smirne.
La diocesi è documentata nelle Notitiae Episcopatuum del patriarcato di Costantinopoli fino al XII secolo.
Si conoscono i nomi di soli cinque vescovi di questa antica diocesi. Ciriaco partecipò al cosiddetto "brigantaggio" di Efeso nel 449. Allo stesso concilio era presente anche Giuliano in qualità di segretario del metropolita Stefano di Efeso; in quell'occasione gli fu impedito con la forza di prendere appunti sullo svolgimento delle sessioni conciliari. Giuliano succedette a Ciriaco sulla cattedra di Lebedo, ed era vescovo quando si svolse nell'ottobre 451 il concilio di Calcedonia; Giuliano non vi prese parte, ma nell'ultima sessione fu rappresentato dal metropolita Stefano, il quale firmò gli atti per Giuliano tramite Esperio di Pitane. Teofane assistette al secondo concilio di Nicea nel 787; a causa di un errore nella trasmissione testuale, in un codice il suo nome è mutato in quello di Tommaso. Per quattro secoli non si conoscono più vescovi fino al XII e XIII secolo, con Michele e Nicola, che parteciparono ai concili provinciali celebrati ad Efeso nel 1167 e nel 1230.
Dal XIX secolo Lebedo è annoverata tra le sedi vescovili titolari della Chiesa cattolica; la sede è vacante dal 17 gennaio 2000.

## Cronotassi

### Vescovi greci
- Ciriaco † (menzionato nel 449)
- Giuliano † (menzionato nel 451)
- Teofane † (menzionato nel 787)
- Michele † (menzionato nel 1167)
- Nicola † (menzionato nel 1230)

### Vescovi titolari
- Peter Joseph O'Reilly † (3 luglio 1900 - 16 dicembre 1923 deceduto)
- Augustin Pacha † (3 aprile 1927 - 10 ottobre 1930 nominato vescovo di Timișoara)
- Beato Mykola Čarnec'kyj, C.SS.R. † (16 gennaio 1931 - 2 aprile 1959 deceduto)
- Joseph Nkongolo † (25 aprile 1959 - 10 novembre 1959 nominato vescovo di Luebo)
- Vasile Cristea, A.A. † (2 luglio 1960 - 17 gennaio 2000 deceduto)